# Arthur Schopenhauer
 For alternative betydninger, se Schopenhauer (flertydig). (Se også artikler, som begynder med Schopenhauer)
Arthur Schopenhauer (født Arthur Schoopenhauer, 22. februar 1788, død 21. september 1860) var en tysk filosof født i Danzig. Han er bedst kendt for sit hovedværk Verden som vilje og forestilling. Schopenhauers filosofi var på mange måder et modsvar til og en udvidelse af Immanuel Kants erkendelsesteori.
Blandt tænkere og kunstnere, som er inspireret af Schopenhauers filosofi kan nævnes Richard Wagner, Friedrich Nietzsche, Lev Tolstoj, Sigmund Freud, Carl Gustav Jung, Thomas Mann og Ludwig Wittgenstein.

## Biografi
Arthur Schopenhauer blev født d. 22. februar 1788 i den frie hansestad Danzig og var søn af handelsmanden Heinrich Floris Schopenhauer samt Johanne Henriette Schopenhauer. Familien flytter til Hamborg, da Danzig ved Polens anden deling kommer under preussisk herredømme i 1793. Den unge Schopenhauer bliver sendt på en dannelsesrejse til Le Havre i årene 1797 til 1799, som et led i faderens plan om at få sin søn til at blive forretningsmand.
Ifølge Schopenhauers første biograf Wilhelm von Gwinner, skulle faderen dengang have sagt: "Min søn skal læse i livets bog." Schopenhauer skriver dog selv senere, i et brev til en professor ved universitetet i Halle i 1851: "Det var ikke bøgerne, men verden der berigede mig." Dette bliver aldeles tydeligt i den filosofi han senere udviklede, hvor anskuelsen netop var vægtet højere end den begrebsmæssige og abstrakte tænkning.
Schopenhauers far døde i 1805 (Nogle mistænker ham for at have begået selvmord). Johanna, som var forfatter, flyttede til Weimar, hvilket dengang var midtpunktet for tysk litteratur. På grund af løftet om at blive forretningsmand blev Schopenhauer i Hamburg. Hans afsky overfor sin karriere drog ham dog til at flytte over til sin moder i Weimar efter blot et år. Han kom aldrig rigtigt godt ud af det med sin moder; da digteren Goethe, som var en ven af Johanna Schopenhauer, fortalte hende, at han mente hendes søn var forudbestemt til at udrette store ting, protesterede Johanna: hun havde aldrig hørt om, at der nogensinde ville kunne være to genier i en enkelt familie.
Goethe havde måske ret, for Schopenhauer kaster sig over bøgerne og får i løbet af få år læst sig igennem store dele af den klassiske litteratur og lærer at beherske det latinske sprog perfekt. Goethe havde dog ikke opgivet ham, efter moderens kommentar, og indlader sig på en samtale med ham, da de mødes i moderens salon den 6. november 1813, hvor han bl.a. indvier ham i sin farveteori. Allerede næste dag er Schopenhauer på besøg hos Goethe, hvor de arbejder på farveteoretiske tanker sammen, omend de ender i uenighed, da Schopenhauer hovedsageligt betragtede farverne, og verden i det hele taget, som vor forestilling, hvorimod Goethe anså farverne for at have en mere objektiv natur.
Schopenhauer blev elev på Göttingen-universitetet i 1809. Der studerede han metafysik og psykologi hos Gottlob Ernst Schulze, en af de første kritikere af Immanuel Kants transcendentalfilosofi, som rådede ham til at koncentrere sig om Platon og Kant. Dette valg af filosoffer bliver aldeles afgørende for Schopenhauers videre filosofi. I Berlin, fra 1811 til 1812, havde han været til foredrag af den Kant-inspirerede filosof J. G. Fichte og teologen Schleiermacher. Schopenhauer protesterede mod Schleiermachers opfattelse af, at filosofiens formål var at opnå viden om Gud. Han protesterede også imod Fichtes ekstreme idealisme. Fichte påstod, at det observerende subjekt er årsag til objekterne, hvorimod Schopenhauer mente, at subjekterne og objekterne altid eksisterede sammen i en nødvendig korrelation. Desuden angreb han især også Hegels tænkning, der ifølge ham var baseret på spekulative abstraktioner.
I 1814 begyndte Schopenhauer på sit hovedværk Verden som vilje og forestilling (Die Welt als Wille und Vorstellung). På dette tidspunkt havde han forladt Weimar og var flyttet til Dresden. Her udarbejdede han også sin egen farveteori, der senere blev til bogen Om synet og farverne, der udkom i 1816.
Han færdiggjorde Verden som vilje og forestilling i 1818. I 1820 begyndte han at undervise på Berlins universitet, og det var her, at hans kritik af Hegel begyndte. Schopenhauer lagde bevidst sine egne lektioner oveni Hegels i et forsøg på at fjerne støtten fra Hegels filosofi. Dette virkede dog ikke, og kun fem elever dukkede op til Schopenhauers lektioner, men derimod ufatteligt mange til Hegels. Han annoncerede igen og igen sin forelæsningsrække, men de måtte aflyses gang på gang på grund af den manglende interesse. Derefter droppede han ud og underviste aldrig på et universitet igen. Efter dette kunne han dog leve en uafhængig eksistens som filosof på grund af en betydelig arv fra faderen. På denne tid sagde Schopenhauer om sine filosofiske modstandere:
| „ | Det ægte og seriøse er ganske vist ofte længe om at bane sig vej, til gengæld sker det med større sikkerhed, ligesom det bagefter bliver ved med at have gyldighed. Den store sæbebobler der udgør den fichteske-schellingske-hegelske filosofi, er netop i disse dage ved at sprænge helt, og derfor er behovet for filosofi større end nogensinde før: folk vil nu begynde at se sig om efter mere solid næring, og en sådan finder man kun hos mig - den miskendte - idet jeg er den eneste der udelukkende har arbejdet på grund af et indre kald. | “ |

Det Schopenhauer henviser til er, at hvor de andre filosoffer levede af deres filosofi, da var han uafhængig, og kunne derfor leve for filosofien og ikke af filosofien. Schopenhauer blev dog ikke kendt denne gang, men derimod med udgivelsen af Parerga und Paralipomena som han udgav senere.
I 1831 brød en koleraepedemi ud i Berlin og både Hegel og Schopenhauer flygtede. Hegel vendte dog tilbage for tidligt, fik sygdommen og døde få dage senere. Schopenhauer flyttede sydpå, og slog sig permanent ned i Frankfurt i 1833. Der blev han i de næste 27 år, hvor han boede alene og i fuldkommen isolation, bortset fra hans to pudler Atma og Butz. Den måde han levede i total isolation på og viede sit liv fuldkommen til filosofien har været sammenlignet med den levevis, som Immanuel Kant og Kierkegaard også førte.
Senere udgiver han sin Parerga und Paralipomena. Pludselig udkommer mange af hans skrifter i nye og større oplag. Wagner sender ham endda sit opus magnum, tetralogien Nibelungens ring, med dedikationen "i ære og taknemmelighed" og digteren Friedrich Hebbel opsøger ham i Frankfurt. Schopenhauer skriver da om sin triumf til forlaget Brockhaus i 1858:
| „ | Mine værker er slået ned, og det så det brager. Hele Europa kender det. Jeg modtager besøgende fra Moskva og Uppsala. Og det vil blive endnu bedre end det: min berømmelse vil i de kommende år brede sig som en steppebrand. | “ |

Schopenhauer dør to år senere i Frankfurt af hjertestop, siddende i sin gyngestol. Han blev 72 år gammel.

## Filosofi
For fuldt ud at forstå Schopenhauers filosofi er det vigtigt også at studere Immanuel Kant og Platon. Schopenhauer forudsætter endda, at læseren er bekendt med Immanuel Kant for at kunne læse hans værker. Kendskab til Kant er med andre ord en forudsætning for at læse Schopenhauers filosofi, hvor Platon er mindre nødvendig, men kendskab til ham vil give et dybere indblik i de tanker, som Schopenhauer udfolder.

### Livsviljen
Kant mente, at vi kunne erkende verden, som den fremstod for os, men at vi ikke kunne kende verden, som den er i sig selv. Altså kan vi kun vide noget om tingen for os og ikke tingen i sig selv. Schopenhauer mente, at tingen i sig selv er viljen, og at dette er grundlaget for alt i livet. Mere enkelt sagt er det denne vilje, der er drivkraften bag verden og bag alt levende. Dette medfører også, at livet i sit dybeste væsen altid er lidelse og disharmoni, da livets viljesakter altid agerer primært bag den tilsyneladende harmoniske natur. Omkring viljen skrev Schopenhauer:
| „ | Det at vi i det hele taget vil, er vores ulykke: hvad vi vil, er slet ikke interessant. Denne villen (grundfejltagelsen) kan imidlertid aldrig tilfredsstilles, hvorfor vi aldrig holder op med at ville, hvilket atter bevirker at livet er en vedvarende jammer. For livet er netop kun viljens fremtrædelse, den objektiverede villen. Vi bilder os bestandigt ind at objektet for vores vilje vil kunne gøre en ende på vores villen; i virkeligheden er det kun os selv der kan gøre det, nemlig idet vi holder op med at ville | “ |

Vi vil altså konstant noget, og så snart denne viljes objekt, eller genstand er opnået, da vil vi noget andet. Dette ligger til grund for al livets lidelse. Livet selv leder os konstant rundt med illusoriske tilfredsstillelser, for intet opnået objekt vil nogensinde kunne bremse viljen, da viljen netop er tingen i sig selv, og altså den egentlige væren. Den egentlige forbandelse består altså i det at ville leve. Han ser med andre ord denne livsvilje som et blindt begær, der for altid vil være umættelig og for altid vil bringe os lidelse. Schopenhauer uddyber yderligere sin opfattelse af hvad viljen er:
| „ | 'Viljen er i sin egenskab af ting i sig selv helt forskellig fra sin fremtrædelse og helt fri fra alle dennes former som den først iklæder sig i det øjeblik den fremtræder. Disse former angår kun viljens objektivitet og er fremmed for viljen selv. Allerede den mest almene form der gælder alle forestillinger, nemlig det at noget er objekt for et subjekt, vedrører ikke viljen. | “ |

Den eneste vej ud er at fornægte viljen – ikke gennem selvmord, men gennem kunst og askese, som sætter viljen midlertidigt ud af kraft. For Schopenhauer kunne løsningen på livets jammer ikke findes i tiden, som hegelianerne mente, men derimod kun i den enkeltes liv, som han skriver:
| „ | Alvisdommen har kunnet indrettet verden således at individet når sin bestemmelse, i hvilken situation og tid det end er. | “ |

For da Hegel så et fremadskridende element i historien, mente Schopenhauer at verden i sit inderste var den samme til alle tider, da livsviljen altid vil ligge til grund for verden uanset hvad der ellers forandres i historien. Det tilfældige kan forandres, men det egentlige – virkeligheden bag det tilfældige – er for altid uforandret. Man kan altså umuligt forandre eller forbedre verden, men kun indstille sig anderledes overfor den, hvilket bliver, hvad Schopenhauer derefter begynder at give forslag til. Løsningen for den enkelte, hvis man vil befri sig fra livsviljen, kan f.eks. være kunsten, der, som Immanuel Kant også mente, beskuer sit objekt uden at begære det, og desuden, hvilket er et af Schopenhauers grundtanker om kunst, ikke blot fremstiller objekterne i sin tilfældige form, ved at efterligne dem, men derimod udtrykker deres sande væsen. Schopenhauers opfattelse af at sandheden lå i det tidsløse, kan ses på hans indflydelse fra Platon, hvor de evige ideer bag tingene var den egentlige virkelighed overfor verdens blændværk, og siden kunsten netop bestræber sig på at vise de uforanderlige ideer bag tingene, kan den befri mennesket fra livsviljen:
| „ | Ethvert kunstværk bestræber sig på at vise livet om tingene som de i sandhed er, men som de ikke, gennem tåger af objektive og subjektive tilfældigheder, kan fattes umiddelbart af enhver. Denne tåge tager kunsten væk. | “ |

Ved hjælp af kunstens mulighed for at lade blikket se igennem verdens tilfældige natur og betragte den uden at begære den kan den være en vej til at befri sig fra den konstante lidelse, som livsviljen altid skaber.

### Subjekt og objekt
Som en kritik af den hidtidige opfattelse af forholdet mellem subjekt og objekt, skriver Schopenhauer:
| „ | Realismen sætter objektet som årsag og årsagens virkning i subjektet. Fichtes idealisme gør objektet til subjektets virkning. (...) Efter dette fortjener begge parter for det første den lektion at objekt og forestilling er det samme, dernæst at de anskuelige objekters væren netop er deres virken, at tingens virkelighed netop består heri, og at kravet om objektets eksistens uden for subjektets forestilling, og desuden kravet om at den virkelige ting skulle have en væren der er forskellig fra dens virken, slet ikke giver nogen mening og desuden er en modsigelse. Deraf følger at erkendelsen af et anskuet objekts virkningsmåde udtømmer objektet for så vidt det er objekt, dvs. forestilling, fordi der for erkendelsen derudover ikke bliver noget til overs ved objektet. | “ |

Han nævner desuden også verdens empiriske realitet, som går ud på, at verden er fuldkommen reel, da den netop er, hvad den giver sig ud for at være. Nemlig at verden giver sig ud for at være forestilling, der hænger sammen i forbindelse med kausalloven, sådan som Immanuel Kant formulerede det i sin filosofi. Han mener, at omverdenen er helt igennem betinget af subjektet, og at den uden subjektet intet er, men at den derimod ikke er mindre virkelig, samt at den ikke er en illusion eller en skinvirkelighed, da den netop udgiver sig for, at være det den er. Hertil skriver han:
| „ | Kun den ånd der er forskruet af sofisteri, kan få det indfald at strides om verdens realitet. | “ |

## Værker i dansk oversættelse
- Om Elskov eller Kjærlighedens Metaphysik (1886). På dansk ved Dr. Seth, C.W. Stincks Boghandel
- Schopenhauers udødelige Tanker (1939). På dansk ved Georg Rønberg
- Verden som vilje og forestilling (2005), Gyldendal, ISBN 87-02-02162-5
- Kunsten altid at få ret (2006), I dansk oversættelse ved Hans Christian Fink.
- Om bøger og læsning. (2017). Udvalgt og oversat af Ingeborg Buhl. Lindhardt og Ringhof.
- Om Døden og vort sande Væsens Uforgængelighed (2017). Lindhardt og Ringhof
- Pessimismens eksistensfilosofi. (2020). Books on Demand. Udvalgt og oversat af Malthe Strandby Nielsen

## Kommentar- og introduktionslitteratur på dansk
- Cavling, Viggo (1920): Shopenhauer. Pio
- Holm, Søren (1932): Schopenhauers ethik. Nyt Nordisk Forlag
- Kornbeck, Jack (2005): Shopenhauer. Tidehverv, nr. 8, oktober, s.188-191.
- Kristiansen, Børge "'At blive sig selv' og 'At være sig selv'. En undersøgelse af identitetsfilosofien i Henrik Pontoppidans roman Lykke-Per i lyset af Luthers teologi, Schopenhauers og Nietzsches filosofi. Et bidrag til identitetsfilosofi", Multivers Academic, København 2007.
- Lange, Per (1964): Gensyn med Shopenhauer. i: Spejlinger. Arena
- Sløk, Johannes (1997): Livets elendighed : Kierkegaard og Schopenhauer. Centrum
- Sørensen, Villy (1995): Shopenhauer. Gad

## Online
- Of Women (Über die Weiber.)
- The Art Of Controversy (Die Kunst, Recht zu behalten) Arkiveret 15. december 2002 hos  Wayback Machine
- Studies in Pessimism
- The World as Will and Idea Volume I
- The World as Will and Idea Volume II
- The World as Will and Idea Volume III
- On the fourfold root of the principle of sufficient reason, and On the will in nature; two essays. Translated by Mme. Karl Hillebrand (1903)